# Riserva naturale Formole
La riserva naturale Formole è un'area naturale protetta della regione Toscana istituita nel 1980.
Occupa una superficie di 246,61 ha nella provincia di Arezzo.